# Hodegetik
Hodegetik (auch: Hodegese, von griechisch ὃδός: der Weg, vgl. auch Hodegetria) bedeutet wörtlich (die Lehre von der) Wegweisung. Als historischer Fachbegriff aus der Pädagogik ist damit im Wesentlichen die Lehre von der Anleitung zum Universitätsstudium und Universitätsleben gemeint. Aufgabe der Hodegetik ist es, „Sinn und Zweck des akademischen Studiums sowie seine Methode“ (Horst Kunze) zu vermitteln.
Ihren Ursprung hat dieses Fach in der ärztlichen Hodegetik, einer schon im Mittelalter gelehrten Disziplin des Medizinstudiums, die den richtigen Umgang des Arztes mit Patienten vermittelte. In ähnlicher Weise gab es auch eine theologische Hodegetik als Unterthema der Pastoraltheologie. Darüber hinaus gibt es auch eine hodegetische Hermeneutik, die nach Aleida Assmann in der Literaturwissenschaften eine historische Rolle in der Entwicklung der Hermeneutik als Methode und Texterschließung spielt.
In der Neuorientierung des Studiums im Zeitalter der Aufklärung übernahm man, vor allem an der Universität Halle, diesen Begriff für Einführungen in die Methodik des Universitätsstudiums. Erduin Julius Koch veröffentlichte 1792 eine Hodegetik für das Universitäts-Studium an allen Facultäten. In diesem Sinne fand der Begriff auch Eingang in zeitgenössische Fachlexika, wie in die Pädagogische Real-Encyclopädie oder Encyclopädisches Wörterbuch des Erziehungs- und Unterrichtswesens und seiner Geschichte „bearbeitet von einem Vereine von Predigern und Lehrern und redigiert von Karl Gottlob Hergang“. Dort findet sich 1847 (S. 46) die Definition:
Hodegesis, Hodegetik: (A.d. Griech.) Wegweisung oder Anleitung, besonders zur rechten Methode des academischen Studiums. Daher Hodeget, ein Wegweiser, Führer, Lehrer.
Eine besondere Rolle spielt die Hodegetik im pädagogischen Konzept von Karl Volkmar Stoy (1815–1885). Stoy spricht als Anhänger des Herbartianismus hierbei der Schule neben der Diätetik (Anleitung zur gesunden Lebensführung) und der Didaktik (Lehre von der Wissensvermittlung) auch die Aufgabe der ethischen Persönlichkeitsbildung zu. Diese verbindende Wissenschaft wird als Hodegetik (Lehre von der Wegführung) bezeichnet. Eine der Hauptaufgaben der Hodegetik kann in der Forschung zur Begründung und Umsetzung ethischer Erziehungsziele gesehen werden. Daran knüpft auch Wilhelm Hehlmann in Pädagogisches Wörterbuch, Leipzig, 1931 an:
Hodegetik [...] Lehre von der Führung [...] im Gegensatz zur Unterrichtslehre
Horst Kunze beklagte Ende der 1950er Jahre, dass die Spezialisierung der Wissenschaften in der zweiten Hälfte des 19. Jahrhunderts dieses Lehrfach habe absterben lassen: „So stehen wir heute vor der paradoxen Situation, daß ausgerechnet in Deutschland, das auf diesem Gebiete eine alte Tradition aufzuweisen hat, die Pflege einer allgemeinen Wegweisung der akademischen Studien – denn das bedeutet Hodegetik (griech. ὃδός, der Weg) – an den Universitäten und Hochschulen vernachlässigt worden ist, während sie sowohl in der Sowjetunion wie in den Vereinigten Staaten von Amerika zu einem festen Bestandteil des Studiums zählt.“ (S. 5)
Auch wenn der Name kaum noch bekannt ist, ist das reichhaltige Angebot an Literatur und Lehrveranstaltungen zum Thema Einführung in das Studium doch auch ein Erbe dieser Tradition. Das Studium kann in diesem Sinne als Modus der Wissensaneignung verstanden werden.

## Institutionen

### Arbeitsstelle Hodegetik – Julius-Maximilians-Universität Würzburg
Die Arbeitsstelle Hodegetik organisiert verschiedene Projekte des Lehrstuhls Pädagogik bei Lernbeeinträchtigungen zum Thema Persönlichkeitsbildung und bietet Projektbeteiligten Raum für den Austausch, zur Erarbeitung von Materialien, zur Aufbewahrung von Büchern, Outdoor-Ausrüstung oder Lehrmitteln. Ein besonderer Fokus der Arbeitsstelle liegt auf dem Austausch zwischen den Studierenden, um Erfahrungen und Feedback zu teilen und Resonanzerlebnisse zu schaffen.

## Bedeutung heute
Hodegetische Aktivitäten lassen sich heutzutage in Veranstaltungen, Beratungs- und Begleitungsangeboten vor und während der Studieneingangsphase wiederfinden, z. B. „Einführung in das Studium“, „Mathematik für Studierende der Wirtschaftswissenschaften“, „Fachenglisch für Ingenieurwissenschaften“.

### Historische Werke
- Johann Wilhelm Arnold: Hodegetik für Medicin-Studirende oder Anleitung zum Studium der Medicin, nebst einer ausgewählten medicinischen Literatur. Ein Handbuch zum Gebrauche bei akademischen Vorlesungen. Karl Groos, Heidelberg und Leipzig; Karl Gerold, Wien 1832.
- Wilhelm Freund: Prima. Eine Hodegetik für die Schüler des obersten Gymnasial- und Realschul-Unterrichts, zugleich als methodisch geordnete Vorbereitung für die Abiturientenprüfung. In 104 wöchentlichen Briefen für den zweijährigen Primanerkurs. 2 Bände. Violet, Leipzig um 1900.
- J. G. Kiesewetter: Lehrbuch der Hodegetik, oder kurze Anweisung zum Studiren. 1811.
- Carl Kirchner: C. Kirchner's Hodegetik oder Wegweiser zur Universität für Studierende: Nebst einer systematischen Übersicht der Wissenschaften und Künste und den Studienplänen für die einzelnen Fächer des Gelehrtenberufs. Vogel, Leipzig 1852.
- Erduin Julius Koch: Hodegetik für das Universitäts-Studium an allen Facultäten. Berlin in der Frankeschen Buchhandlung 1792.
- Karl Hermann Scheidler: Grundlinien der Hodegetik oder Methodik des akademischen Studiums und Lebens. 3. Ausgabe. Cröker, Jena 1847.